# Wrightstown (Wisconsin)
Wrightstown is een plaats (village) in de Amerikaanse staat Wisconsin, en valt bestuurlijk gezien onder Brown County.

## Demografie
Bij de volkstelling in 2000 werd het aantal inwoners vastgesteld op 1934. In 2006 is het aantal inwoners door het United States Census Bureau geschat op 2653, een stijging van 719 (37,2%).

## Geografie
Volgens het United States Census Bureau beslaat de plaats een oppervlakte van 7,0 km², waarvan 6,4 km² land en 0,6 km² water. Wrightstown ligt op ongeveer 186 m boven zeeniveau.

## Plaatsen in de nabije omgeving
De onderstaande figuur toont nabijgelegen plaatsen in een straal van 16 km rond Wrightstown.